# Urząd wojewódzki

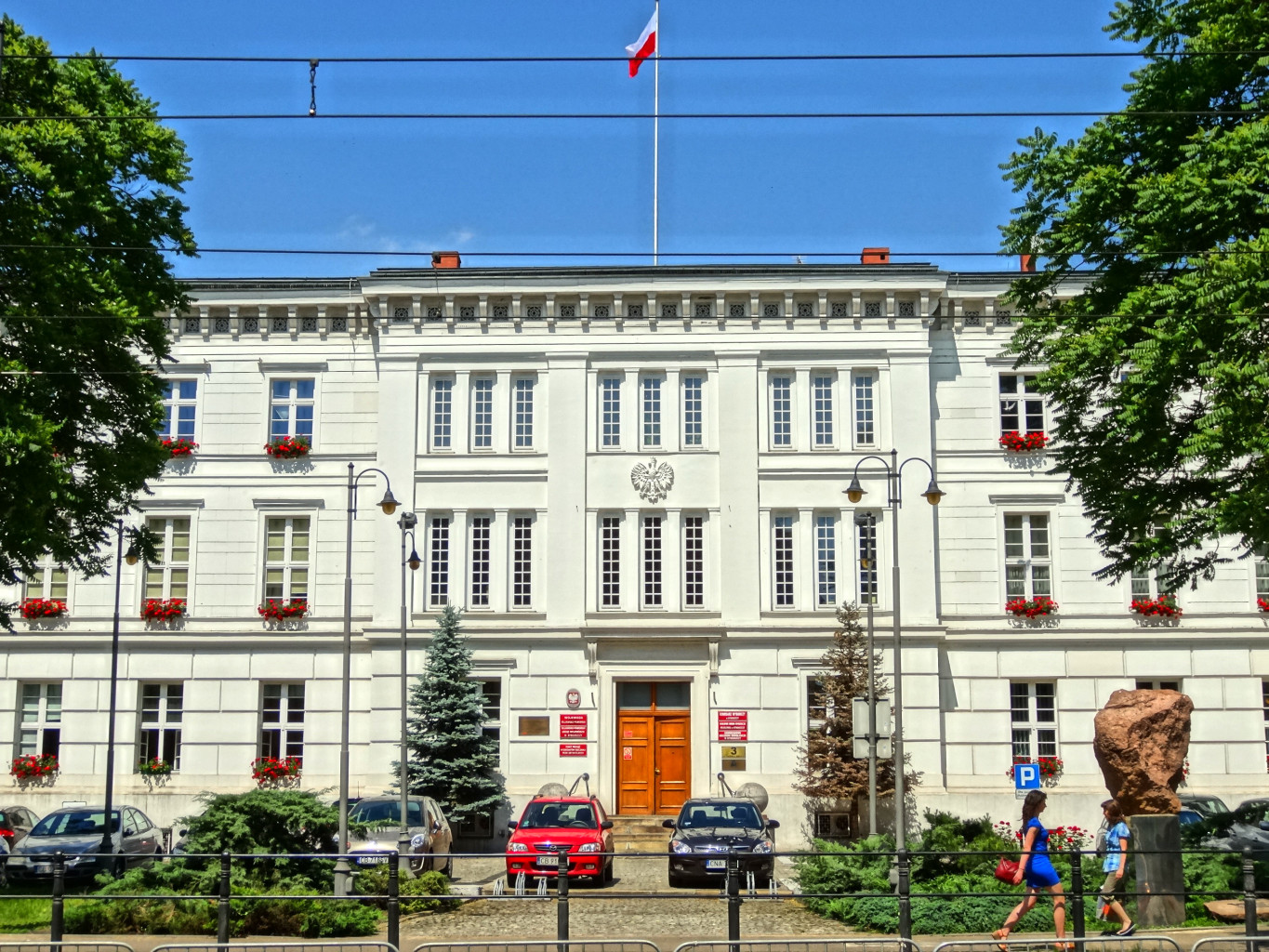
Budynek Kujawsko-Pomorskiego Urzędu Wojewódzkiego w Bydgoszczy

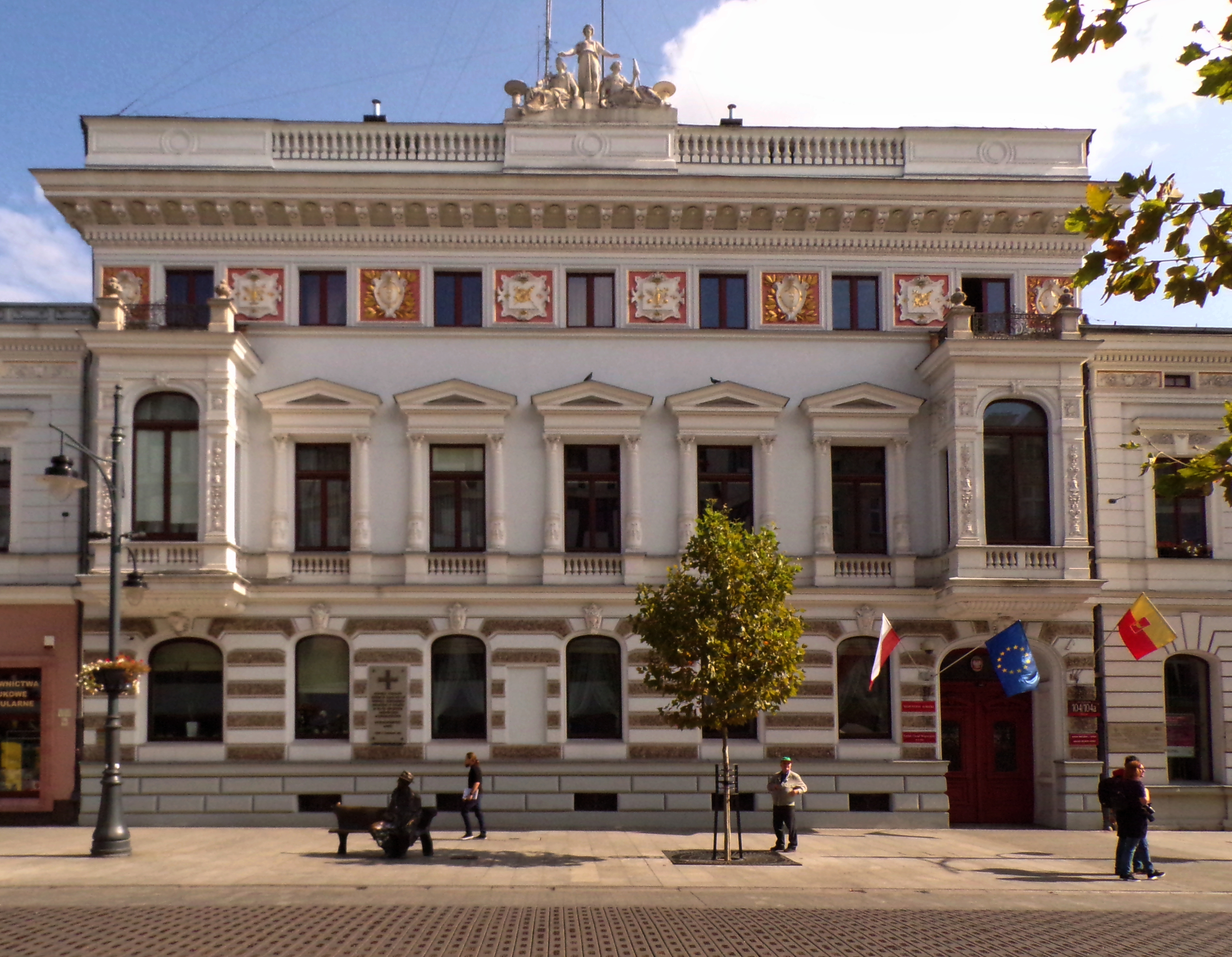
Pałac Juliusza Heinzla (budynek Urzędu Wojewódzkiego) w Łodzi

Urząd wojewódzki – wojewódzka jednostka organizacyjna nieposiadająca osobowości prawnej, będąca jednostką pomocniczą wojewody oraz organów rządowej administracji zespolonej. Urząd wojewódzki jest urzędem administracji rządowej w województwie od chwili wejścia w życie nieobowiązującej już ustawy z dnia 22 marca 1990 r. o terenowych organach rządowej administracji ogólnej.
Urząd stanowi aparat pomocniczy wojewody w celu umożliwienia wykonywania jego ustawowych zadań. Działa w oparciu o przepisy ustawy z dnia 23 stycznia 2009 r. o wojewodzie i administracji rządowej w województwie, a także na podstawie statutu urzędu wojewódzkiego.

## Lista urzędów wojewódzkich
- Dolnośląski Urząd Wojewódzki we Wrocławiu[4]
- Kujawsko-Pomorski Urząd Wojewódzki w Bydgoszczy[5]
- Lubelski Urząd Wojewódzki w Lublinie[6]
- Lubuski Urząd Wojewódzki w Gorzowie Wielkopolskim[7]
- Łódzki Urząd Wojewódzki w Łodzi[8]
- Małopolski Urząd Wojewódzki w Krakowie[9]
- Mazowiecki Urząd Wojewódzki w Warszawie[10]
- Opolski Urząd Wojewódzki w Opolu[11]
- Podkarpacki Urząd Wojewódzki w Rzeszowie[12]
- Podlaski Urząd Wojewódzki w Białymstoku[13]
- Pomorski Urząd Wojewódzki w Gdańsku[14]
- Śląski Urząd Wojewódzki w Katowicach[15]
- Świętokrzyski Urząd Wojewódzki w Kielcach[16]
- Warmińsko-Mazurski Urząd Wojewódzki w Olsztynie[17]
- Wielkopolski Urząd Wojewódzki w Poznaniu[18]
- Zachodniopomorski Urząd Wojewódzki w Szczecinie[19]